# Maria Clara (voleibolista)
Maria Clara Salgado Rufino (Rio de Janeiro, 6 de maio de 1983) é uma ex-voleibolista indoor brasileira, atuante no vôlei de praia, modalidade na qual conquistou três medalhas no Campeonato Mundial na categoria juvenil uma de ouro em 2001 e duas de bronze , respectivamente em 2002 e 2003.

## Carreira
Maria Clara é filha da voleibolista indoor e de praia: Isabel Salgado e irmã dos voleibolistas de praia : Pedro Solberg e  Carolina Salgado, iniciou a praticar voleibol  com 12 anos de idade e passou cinco anos no Flamengo, mas sempre praticou o vôlei de praia paralelamente e outros esportes como natação e ginástica olímpica. Em 2000, trocou a quadra pelas areias e virou parceira de Jackie Silva, entre suas características destaca-se seu saque e ataque  potentes, disputaram o Aberto de Fortaleza pelo Circuito Mundial de 2000.
Formou dupla com Shaylyn Bedê no Campeonato Mundial de Vôlei de Praia Sub-21 de 2001 , sediado na França, sagrando-se campeã mundial.Ao lado dela disputou pelo Circuito Mundial de 2001 o Aberto de Fortaleza, quando terminaram na décima sétima posição.Já no Circuito Mundial de 2002, Maria Clara disputou o Aberto de Vitória tendo como parceira a jogadora Andréa Dantas, mas terminou na quinquagésima sétima colocação e neste mesmo ano disputou mais uma edição do Mundial Juvenil desta vez sediado na Itália, formou dupla com Talita Rocha e conquistaram a medalha de bronze.
No Circuito Banco do Brasil de 2002, disputou a etapa de Porto Alegre ao lado de Gerusa Ferreira, também foi treinada por Isabel Salgadoe foram vice-campeãs da etapa de Florianópolis.
Disputou mais um mundial na categoria juvenil, desta vez formando dupla com sua irmã Carol, conquistando mais uma medalha de bronze na edição realizada na França no ano de 2003. No Circuito Mundial de 2004, chegou a disputar dois Abertos ao lado de Carol, obtendo a nona colocação no Aberto do Rio de Janeiro e não se qualificando no Aberto de Fortaleza; ainda jogou a etapa Challenger em Cagliari na Itália ao lado de Talita Rocha conquistando a medalha de prata.
Jogando com Carol pelo Circuito Mundial de 2005, conquistou o bronze no Aberto de Cape Town,  não somando ponto nos Abertos: Acapulco, Salvador, Montreal, São Petersburgo, Gstaad e Xangai, o mesmo ocorrendo no Grand Slam de Paris e não pontuou  na única etapa que não  formou dupla com sua irmã, o Aberto de Milão, quando formou dupla com  a ex-voleibolista indoor Andréa Teixeira; teve ainda como resultado com pontuação: quinto lugar no Grand Slam de Stavanger, o nono lugar no Grand Slam de Klagenfurt e o décimo sétimo lugar no Aberto de Bali.
Com sua irmã Carol, disputou em 2006 as etapas do Circuito Mundial  cujo melhor desempenho foi a  sétima colocação no Aberto de Modena, em cinco etapas obteve  a nona colocação: Abertos de Vitória, Warsaw, Atenas e Xangai, mesmo feito no Grand Slam de Klangenfurt, e não obteve  pontuação no: Aberto de Marseille e nos Grand Slams de Paris, Stavanger e Gstaad.
No Circuito Mundial de 2007 continuou formando dupla com Carol, sendo quinto lugar nos Abertos de Phuket e Xangai, mesma colocação obtida no Campeonato Mundial de Vôlei de Praia, realizado em Gstaad na Suíça, além disso, figurou na nona colocação dos Abertos de Fortaleza, São Petersburgo, Kristiansand, Marseille, Espinho, mesmo resultado nos Grand Slams de Stavanger e  Paris, somando pontos com a décima sétima colocação do Grand Slam de Klangenfurt e na vigésima quinta colocação no Grand Slam de Berlim, não pontuando  nos Abertos de:  Aland, Montreal, Warsaw e Seul. Foi campeã da etapa de Santos do Circuito Banco do Brasil 2007, também foi vice em Maceió, João Pessoa e no Recife, e terceira colocada em Londrina, sagrou-se vice-campeã  no geral do Circuito Banco do Brasil em 2007.	
Formando dupla co Carol competiu nas etapas do Circuito Mundial de 2008, conquistando o ouro no Aberto de Myslowice, bronze nos Abertos de Dubai, Marseille e Stare Jablonki, quarto lugar nos Abertos do Guarujá e Kristiansand, quinto lugar no Aberto de Phuket, Grand Slam de Gstaad, nono lugar no Grand Slam de Moscou, Paris e no Aberto de Barcelona, além disso, foi décima terceira colocada no Aberto de Adelaide e  décima sétima posição do Grand Slam de Stavanger e Xangai e sem pontuar ocupou a trigésima terceira posição no Aberto de Seul; não obteve colocação nos Grand Slams de Klagenfurt e Berlim e no Aberto de Osaka. Conquistou o título das etapas de Vila Velhae João Pessoa do Circuito Banco do Brasil 2008, assim como foi vice-campeã das etapas de Foz do Iguaçu e Cáceres  e terceira colocada na etapa de Brasília.
No ano de 2009 ao lado de Carol disputou o Circuito Mundial, sendo o  melhor desempenho a medalha de  bronze conquistada no Aberto de Xangai, quinto lugar nos Abertos de Barcelona, Seul, Osaka e no Grand Slam de Marseille, além destes resultados, obteve a sétima posição no Aberto de Brasília e o nono lugar no Grand Slam de Klagenfurt e Gstaad, não pontuou nos Abertos de The Hague, Kristiansand, Stare Jablonki e no Grand Slam de Moscou; também disputou  a edição do Mundial em 2009,  sediado em Stavanger, quando terminou apenas na nona posição. Foi terceira colocada nas etapas de Balneário Camboriú, Santa Maria, Curitiba e Fortaleza do Circuito Banco do Brasil 2009.
Jogou as etapas do Circuito Mundial de 2010 ao lado de Carol, conquistando o bronze nos Abertos de Brasília, Kristiansand, e Phuket, além do quarto lugar no Aberto de Sanya, obteve a quinta posição nos Grand Slams de Moscou e Gstaad, como também o sétimo lugar no Aberto de Seul, o nono lugar  nos Abertos de Xangai, Marseille, Aland e no Grand Slam de Klagenfurt e  Roma, e ainda na temporada ficou na décima sétima colocação nos Grand Slams de Stavanger, Stare Jablonki e no Aberto de The Hague. Competindo pelo Circuito Banco do Brasil 2010 , Maria Clara sagra-se  vice-campeã das etapas de Campo Grande e Búzios e terceira colocada em Fortaleza, João Pessoa, Maceió e Salvador.
Maria Clara impetrou o melhor resultado na temporada 2011 disputando as etapas do Circuito Mundial, tal resultado ocorreu na conquista da medalha de prata no Aberto de Quebec, alcançando  a  quinta posição nos Abertos de Myslowice,Aland e no Grand Slam de Klagenfurt e Pequim.Também ficou na nona colocação no Aberto de Xangai e nos Grand Slams de Stavanger, Gstaad, Moscou e Stare Jablonki e pontuou também com as ocasiões da décima terceira colocação geral nos Abertos de Brasília, Sanya, The Hague e Phuket; Maria Clara disputou em Roma a edição do Mundial de 2011, repetindo mesmo resultado da edição anterior,  terminando na nona colocação. Disputou o Circuito Banco do Brasil de 2011, terminando na terceira posição  nas etapas de Santa Maria, Aracaju e Recife.								
Na temporada 2012 em virtude da gestação de sua parceira Carol .Formou dupla com até então ex-voleibolista indoor Raquel Pellucci, e com esta teve como melhor desempenho a décima sétima posição no Aberto de Brasília e a vigésima quinta posição no Grand Slam de Xanguai e não pontuou nas etapas de Grand Slam de Roma, Moscou e Pequim. Na mesma temporada desfez a dupla com Raquel e  formou com Vanilda Leão e com esta não pontuou nos Grand Slams de Klagenfurt, Berlim e Gstaad,  obteve a quinta colocação no  Aberto de Aland e no Grand Slam e Stare Jablonki jogando  ao lado de Lili.Pelo Circuito Estadual Banco do Brasil  2012 foi vice-campeã da etapa do Ceará.
No Circuito Estadual Banco do Brasil temporada 2012-13 foi  vice-campeã das etapas do Rio de Janeiro e de Maceió  e  no Circuito Nacional Banco do Brasil 2012/2013 conquistou o título da  etapa do Rio de Janeiro e vice-campeã em Curitiba.Na temporada 2013, ao lado de Ângela Lavalle  conquistou o bronze na etapa do Chile pelo Circuito Sul-Americano, pontuando para o Circuito Mundial de 2013,  voltou a disputar ao lado de Carol obtendo ouro no Grand Slam de Moscou, a prata no Grand Slam de The Hague e Long Beach, bronze no Aberto de Phuket, nos Grand Slams de Corrientes e Xangai, o quinto lugar no Grand Slam de São Paulo,  a nona posição no Grand Slam de Roma, Xiemen, Gstaad e Berlim , a trigésima terceira colocação no Aberto de Fuzhou e no Campeonato Mundial de 2013 terminou apenas na décima sétima colocação. Pelo Circuito  Banco do Brasil  temporada 2013/2014 conquistou o título da etapa do Rio de Janeiro.
Na jornada de 2014 permanece com a mesma formação de dupla com sua irmã Carol Solberg, e nas etapas do Circuito Mundial alcançaram a trigésima terceira posição no Grand Slam de Long Beach, o vigésimo quinto lugar no Grand Slam de Moscou, a décima sétima colocação no Grand Slam de Gstaad, nono lugar nos Grand Slam de Stavanger, Berlim e Xangai, quinto lugar no Grand Slam de Haia, quarta colocação no Grand Slam de São Paulo e no Aberto de Fuzhou, além do vice-campeonato na etapa do Aberto do Paraná (Argentina).Esta parceria atuou também pelo Circuito Banco do Brasil de 2014-15,  conquistando o quinto lugar na etapa de Campinas, quarto lugar na etapa de Vitória, terceiro lugar nas etapas de Niteroi e Fortaleza, obtendo os vice-campeonatos nas etapas de Porto Alegre e São José e os títulos nas etapas de João Pessoa e Salvador.
Atuou novamente com Carol Solberg nas disputas de 2015, em etapas do Circuito Mundial alcançaram a vigésima quinta colocação nos Grand Slam de São Petersburgo e Yokohama, o décimo sétimo lugar no Grand Slam de Long Beach, a nona posição no Major Series de Gstaad, nos Grand Slam de Olsztyn e Moscou, e também no Aberto do Rio de Janeiro; ainda finalizaram na quinta colocação no Major Series de Stavanger e o quarto lugar no Aberto de Praga.No Circuito Banco do Brasil foram quinta colocadas na etapa de Belo Horizonte, quarto lugar na etapa de Rio de Janeiro, terceiro lugar na etapa de Fortaleza e o título da etapa de João Pessoa.
Maria Clara anuncia sua gravidez fruto do relacionamento com o norte-americano Jeremy Casebeer americano, também jogador de vôlei de praia, ao mesmo tempo que sua irmã e parceira de dupla, Carol Solberg.

## Títulos e resultados
- Etapa do Aberto de Praga:2015[1]
- Etapa do Aberto do Paraná (Argentina):2014[1]
- Etapa do Grand Slam de São Paulo:2014[1]
- Etapa do Aberto de Fuzhou:2014[1]
- Etapa do Grand Slam de Moscou:2013[1]
- Etapa do Grand Slam de Long Beach:2013[1]
- Etapa do Grand Slam de Haia:2013[1]
- Etapa de Florianópolis do Circuito Brasileiro Banco do Brasil:2002[4]
- Etapa do Grand Slam de Corrientes:2013[1]
- Etapa do Grand Slam de Xangai:2013[1]
- Etapa do Aberto de Quebec:2011[1]
- Etapa do Aberto de Phuket:2010[1], 2013[1]
- Etapa do Aberto de Brasília:2010[1]
- Etapa do Aberto de Kristiansand:2010[1]
- Etapa do Aberto de Xangai:2009[1]
- Etapa do Aberto de Sanya:2010[1]
- Etapa do Aberto de Myslowice:2008[1]
- Etapa do Aberto de Stare Jablonki:2008[1]
- Etapa do Aberto de Marseille:2008[1]
- Etapa do Aberto de Dubai:2008[1]
- Etapa do Aberto de Guarujá:2008[1]
- Etapa do Aberto de Kristiansand:2008[1]
- Etapa do Aberto de Cape Town:2005[1]
- Etapa Challenger de Cagliari:2004[1]
- Etapa do Chile do Circuito Sul-Americano de Vôlei de Praia:2013[1]
- Etapa do Rio de Janeiro do Circuito Brasileiro Banco do Brasil:2013-14[2]
- Etapa do Rio de Janeiro do Circuito Brasileiro Banco do Brasil:2012-13[2]
- Etapa do Curitiba do Circuito Brasileiro Banco do Brasil:2012-13[2]
- Etapa do Maceió do Circuito Brasileiro Banco do Brasil:2012-13[2]
- Etapa do Ceará do Circuito Estadual Banco do Brasil:2012[2]
- Etapa de João Pessoa do Circuito Brasileiro Banco do Brasil:2015-16[2]
- Etapa de João Pessoa do Circuito Brasileiro Banco do Brasil:2015-16[2]
- Etapa de Fortaleza do Circuito Brasileiro Banco do Brasil:2015-16[2]
- Circuito Brasileiro Banco do Brasil:2014-15[2]
- Etapa de João Pessoa do Circuito Brasileiro Banco do Brasil:2014-15[1][2]
- Etapa de Salvador do Circuito Brasileiro Banco do Brasil:2014-15[1][2]
- Etapa de Porto Alegre do Circuito Brasileiro Banco do Brasil:2014-15[1][2]
- Etapa de São José do Circuito Brasileiro Banco do Brasil:2014-15[1][2]
- Etapa de Niteroi do Circuito Brasileiro Banco do Brasil:2014-15[1][2]
- Etapa de Fortaleza do Circuito Brasileiro Banco do Brasil:2014-15[1][2]
- Etapa de Vitória do Circuito Brasileiro Banco do Brasil:2014-15[1][2]
- Etapa do Rio de Janeiro do Circuito Brasileiro Banco do Brasil:2013-14[2]
- Etapa de João Pessoa do Circuito Brasileiro Banco do Brasil:2013-14[2]
- Etapa de Vila Velha do Circuito Brasileiro Banco do Brasil:2008[2]
- Torneio Rainha da Praia:2008[2]
- Etapa de Foz do Iguaçu do Circuito Brasileiro Banco do Brasil:2008[2]
- Etapa de Cáceres do Circuito Brasileiro Banco do Brasil:2008[2]
- Etapa de Brasília do Circuito Brasileiro Banco do Brasil:2008[2]
- Circuito Brasileiro Banco do Brasil:2007[2]
- Etapa de  Santos do Circuito Brasileiro Banco do Brasil:2007[2]
- Etapa de  Maceió do Circuito Brasileiro Banco do Brasil:2007[2]
- Etapa de  João Pessoa do Circuito Brasileiro Banco do Brasil:2007[2]
- Etapa de  Recife do Circuito Brasileiro Banco do Brasil:2007[2]
- Etapa de  Londrina do Circuito Brasileiro Banco do Brasil:2007[2]
- Etapa de  Guarulhos do Circuito Brasileiro Banco do Brasil:2006[2]
- Etapa de  Joinville do Circuito Brasileiro Banco do Brasil:2006[2]
- Etapa de  Vila Velha do Circuito Brasileiro Banco do Brasil:2005[2]
- Etapa de Fortaleza do Circuito Brasileiro Banco do Brasil:2005[2]
- Etapa de  Maceió do Circuito Brasileiro Banco do Brasil:2005[2]

## Premiações individuais
- Melhor Saque do Campeonato Mundial de Voleibol de Praia de 2009[2]
- Melhor Saque do Campeonato Mundial de Voleibol de Praia de 2008[2]
- Revelação do Circuito Brasileiro Banco do Brasil de 2000[2]